# Plamen Kralev
Plamen Simeonov Kralev (Bulgaars: Пламен Симеонов Кралев) (Sofia, 22 februari 1973) is een Bulgaars autocoureur en zakenman die anno 2009 in de GP2 Asia Series rijdt.

## Loopbaan
Kralev begon zijn active loopbaan in 2007 in de Europese Ferrari Challenge, waarin hij in zijn eerste seizoen 2 overwinningen pakte op Hockenheim en Mugello. Aan het eind van het seizoen was hij 11e in het kampioenschap met 117 punten.
In 2008 ging Kralev naar Kessel Racing. Hij reed in zowel de Ferrari Challenge en de FIA GT3. Kralev had als teamgenoot Dimitar Iliev en later Niki Cadei. Kralev en Kessel Racing namen ook deel aan de Duitse ADAC GT Masters met hun GT3-auto. In 2008 behaalde Kralev twee overwinningen in de Ferrari Challenge en was 5e aan het eind van het seizoen. Hij lag derde in de Ferrari Challenge World Cup maar viel terug met bandenproblemen. Hij nam ook deel aan de laatste ronde van de International GT Open in Barcelona met Matteo Cress. De twee behaalden een tiende en een vierde plaats.
Op 8 september 2008 tekende Kralev een samenwerkingsovereenkomst met het Bulgaarse Bureau voor Toerisme om te mogen dienen als de ambassadeur voor de wereld van motorsport van Bulgarije.
In 2009 werd Kralev de eerste Bulgaar die deelnam aan de 24 uur van Le Mans voor het Endurance Azië Team Porsche, maar legde niet genoeg ronden af om geklasseerd te worden.
In 2009-10 neemt Kralev deel aan de GP2 Asia Series voor het team Trident Racing.

## GP2 resultaten

### GP2 Asia resultaten
| Jaar    | Inschrijving   | 1           | 2           | 3        | 4        | 5        | 6        | 7        | 8        | Rang | Punten |
| ------- | -------------- | ----------- | ----------- | -------- | -------- | -------- | -------- | -------- | -------- | ---- | ------ |
| 2009-10 | Trident Racing | ABU1 FEA NF | ABU1 SPR NF | ABU2 FEA | ABU2 SPR | BHR1 FEA | BHR1 SPR | BHR2 FEA | BHR2 SPR | NC*  | 0*     |

* Seizoen loopt nog.